# Powiat Kulmbach
Powiat Kulmbach (niem. Landkreis Kulmbach) – powiat w Niemczech, w kraju związkowym Bawaria, w rejencji Górna Frankonia, w regionie Oberfranken-Ost.
Siedzibą powiatu Kulmbach jest miasto Kulmbach.

## Podział administracyjny
W skład powiatu Kulmbach wchodzą:
- trzy gminy miejskie (Stadt)
- dziesięć gmin targowych (Markt)
- dziewięć gmin wiejskich (Gemeinde)
- pięć wspólnot administracyjnych (Verwaltungsgemeinschaft)

Miasta:
| Lp. | Nazwa miasta  | Ludność (31.12.2011) | Powierzchnia km² |
| --- | ------------- | -------------------- | ---------------- |
| 1   | Kulmbach      | 26.637               | 92,77            |
| 2   | Kupferberg    | 1.040                | 8,28             |
| 3   | Stadtsteinach | 3.295                | 39,65            |

Gminy targowe:
| Lp. | Nazwa gminy targowej | Ludność (31.12.2011) | Powierzchnia km² |
| --- | -------------------- | -------------------- | ---------------- |
| 1   | Grafengehaig         | 950                  | 20,80            |
| 2   | Kasendorf            | 2.479                | 39,01            |
| 3   | Ludwigschorgast      | 973                  | 5,95             |
| 4   | Mainleus             | 6.464                | 49,41            |
| 5   | Marktleugast         | 3.266                | 33,89            |
| 6   | Marktschorgast       | 1.460                | 15,82            |
| 7   | Presseck             | 1.899                | 54,96            |
| 8   | Thurnau              | 4.297                | 64,20            |
| 9   | Wirsberg             | 1.907                | 17,21            |
| 10  | Wonsees              | 1.142                | 36,78            |

Gminy wiejskie:
| Lp. | Nazwa gminy    | Ludność (31.12.2011) | Powierzchnia km² |
| --- | -------------- | -------------------- | ---------------- |
| 1   | Guttenberg     | 528                  | 10,66            |
| 2   | Harsdorf       | 1.022                | 10,18            |
| 3   | Himmelkron     | 3.478                | 23,05            |
| 4   | Ködnitz        | 1.615                | 19,62            |
| 5   | Neudrossenfeld | 3.917                | 50,24            |
| 6   | Neuenmarkt     | 3.094                | 18,95            |
| 7   | Rugendorf      | 1.012                | 17,32            |
| 8   | Trebgast       | 1.615                | 17,08            |
| 9   | Untersteinach  | 1.836                | 11,42            |

Wspólnoty administracyjne:
| Lp. | Nazwa wspólnoty administracyjnej | Ludność (31.12.2011) | Powierzchnia km² | Liczba gmin |
| --- | -------------------------------- | -------------------- | ---------------- | ----------- |
| 1   | Kasendorf                        | 3.621                | 75,79            | 2           |
| 2   | Marktleugast                     | 4.216                | 54,69            | 2           |
| 3   | Stadtsteinach                    | 4.307                | 55,97            | 2           |
| 4   | Trebgast                         | 4.252                | 46,88            | 3           |
| 5   | Untersteinach                    | 4.377                | 36,31            | 4           |

## Współpraca
Miejscowości partnerskie powiatu:
- Charlottenburg-Wilmersdorf, Berlin